# Ernst-Abbe-Fonds
Der Ernst-Abbe-Fonds wurde 1989 von der Carl-Zeiss-Stiftung anlässlich ihres 100-jährigen Bestehens gegründet. Die Stiftung fördert Wissenschaft auf den Gebieten der Feinmechanik, Optik, Elektronik, des Glases und der Glaskeramik. Sie wird verwaltet vom Deutschen Stiftungscentrum. 
Sie verleiht den Carl-Zeiss-Forschungspreis (bis 2013, danach den 'Carl Zeiss Award for Young Researchers') im Wechsel mit dem Otto-Schott-Forschungspreis.